# Yukarıçaykuyu, Şanlıurfa
Yukarıçaykuyu là một xã thuộc thành phố Şanlıurfa, tỉnh Şanlıurfa, Thổ Nhĩ Kỳ. Dân số thời điểm năm 2011 là 167 người.